# Сан-Жоржи (Азорские острова)
Сан-Жо́ржи (порт. São Jorge) — один из 9 населённых островов Азорского архипелага (Португалия), входит в Центральную группу Азорских островов.

## Общие данные
Остров расположен в северной части Атлантического океана. Максимальная длина острова достигает 53 км, ширина — 8 км, общая площадь 237,59 км². Самой высокой точкой является гора Пику-да-Эшперанса, высота которой достигает 1053 м над уровнем моря.
Климат острова влажный. Всего на острове проживает 9171 человек (по состоянию на 2011 год) в двух муниципалитетах — Велаш и Кальета.

## История
Точная дата открытия острова неизвестна. Остров был изображен на генуэзской и каталонской картах XIV столетия под нынешним названием. Некоторые португальские историки утверждают, что остров открыли 23 апреля 1439 года. Вероятно, что первыми людьми, заселившими остров, были темнокожие рабы около 1460 года, привезенные сюда из африканских колоний Португальской империи, с целью присмотра за крупным рогатым скотом, разведение которого было основным при заселении острова. Недавние исследования показывают, что первые поселения людей появились недалеко от нынешнего поселка Велаш, получившего этот статус уже в 1500 году. А уже в середине XVI века численность населения острова достигла 3 тыс. человек, которые занимались преимущественно виноделием и выращиванием зерновых, ямса и кукурузы с последующим экспортом этой продукции в страны Европы.
Со времени появления на острове первых поселенцев он подвергался многократным атакам английскими и французскими корсарами (1589 и 1590 года) и пиратами, которые не только грабили местных жителей, но и захватывали их для продажи в рабство.
Другим врагом острова неоднократно становились землетрясения, извержения вулкана и торнадо. Самые большие землетрясения на острове были зафиксированы в 1580, 1757, 1808 и 1899 годах.
До конца XX века остров был почти изолированным, пока в 80-х годах XX века не построили два современных порта в поселках Велаш и Кальета и взлётно-посадочную полосу около посёлка Велаш.

## Экономика
Экономика острова представлена мясо-молочной промышленностью, рыболовством и виноделием. Сельскохозяйственные угодья занимают значительный процент территории острова. Выращивают цитрусовые, фрукты, зерновые культуры. В поселке Кальета построены две консервных фабрики по переработке тунца. Благодаря постройке аэропорта и двух морских портов возрастает количество туристов.